# Вексфорд Ютс
ФК «Вексфорд Ютс» (англ. Wexford Youths Football Club) — ірландський футбольний клуб з міста Кроссабег, заснований у 2007 році. Виступає у Прем'єр-лізі. Домашні матчі приймає на стадіоні «Феррікерріг Парк», потужністю 2 500 глядачів.